# Clã Maeda
O clã Maeda (前田氏, Maeda-shi) foi um ramo do clã Sugawara descendente de Sugawara no Kiyotomo e Sugawara no Michizane dos séculos VIII e IX. Foi um dos mais poderosos clãs de samurais do Japão e só ficavam atrás do clã Tokugawa em produção de arroz e tamanho dos feudos. Tornaram-se Daimyō durante o Período Edo.
O clã Maeda governou o domínio de Kaga a partir de seu quartel-general em Kanazawa de 1583 atá a Restauração Meiji em 1868. O Castelo de Kanazawa e o Kenroku-en são heranças culturais do clã Maeda.
Provavelmente o membro mais famoso do clã foi Toshiie Maeda (1538-1599), filho de Toshimasa. Toshiie foi um dos principais generais de Oda Nobunaga e lutou contra o clã Hōjō tardio sob o comando de Toyotomi Hideyoshi. O Santuário Oyama, dedicado à sua honra, pode ser visto em Kanazawa.
Toshiie dividiu seu feudo entre seus filhos. O mais velho Toshinaga participou da Batalha de Sekigahara e construiu o Castelo de Kanazawa; foi o daimyo mais rico do governo Tokugawa com mais de 1,2 milhão de koku (Turnbull, 1998). Outros filhos incluíam Toshimasa e o adotado Toshitsune, que lutaram no Cerco de Osaka.